# The Cardigans
The Cardigans es una banda sueca formada en la ciudad de Jönköping en 1992. El estilo de su música ha variado de álbum en álbum. En sus comienzos se los podría encuadrar dentro del indie, pasando por un pop más inspirado en los años 1990, además del rock.
Cada una de sus grabaciones abrió nuevos mercados y atrajo la atención de nuevas audiencias. El álbum Emmerdale (1994) les dio una sólida base en su país natal y en algunos otros países, especialmente en Japón. Pero no fue antes de su segundo álbum Life (1995) que la audiencia y críticos internacionales respondieron. La banda hoy en día es muy conocida en el extranjero por su sencillo «Lovefool», del álbum First band on the moon (1996). Este sencillo fue incluido en la banda sonora de la película Romeo + Julieta del director Baz Luhrmann, asegurándoles popularidad a los miembros de la banda. Tienen gran éxito en Europa, Japón y América. Otras de sus canciones más populares son «My Favourite Game» conocido por su aparición en el juego de Gran Turismo 2 para PlayStation y «Erase/Rewind», ambos pertenecientes a Gran Turismo lanzado en 1998. En el 2003, tras 4 años sin lanzar un álbum, se lanza Long gone before daylight. En el 2005 lanzan Super Extra Gravity. Han vendido cinco millones de discos a nivel mundial.

## Historia

### 1992-1995
The Cardigans es un grupo nacido en Suecia. Se formó el 31 de octubre de 1992 en la pequeña ciudad de Jönköping, al sudoeste de Suecia.
Su primer disco fue Emmerdale y fue lanzado en 1994. De este álbum, el primer sencillo que se lanzó fue «Rise & shine». Esta canción se convirtió rápidamente en una de las favoritas de las radios suecas, y Slitz, la revista de música más importante del país, calificó el disco como el mejor del año[cita requerida].
Después de una larga serie de exitosos conciertos, The Cardigans volvieron a entrar en los Tamborine Studios de Malmö y junto con Tore Johansson, el productor de su primer disco, empezaron a componer las canciones del que sería su nuevo álbum, Life que saldría a la venta en marzo de 1995. Este álbum, editado por Stockholm Records y distribuido por Polygram, la banda recupera algunas canciones de Emmerdale, como «Rise & shine». En este nuevo disco además, se incluye una versión de «Black Sabbath (Sabbath bloody Sabbath)». Pero el sencillo que dio a conocer este álbum fue «Carnival».

### 1996-2002

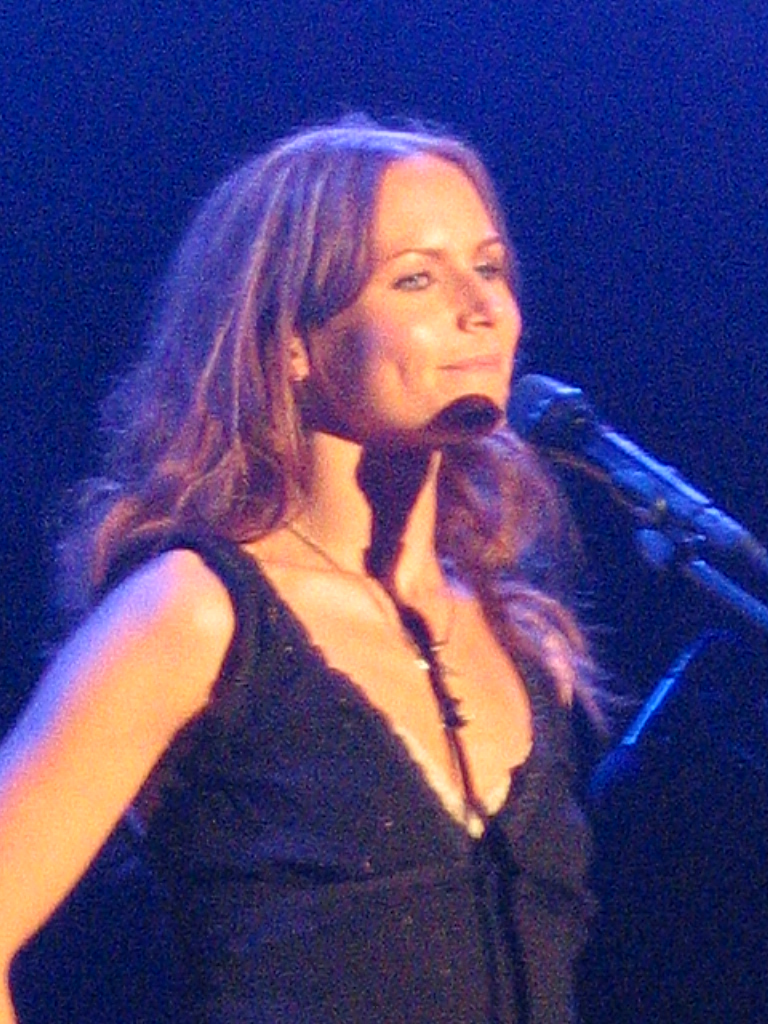
Nina Persson en concierto.

En septiembre de 1996, sale al mercado su tercer álbum First band on the moon. Como en sus dos discos anteriores, fue grabado en los Tamborine Studios en Malmö y fue producido por Tore Johansson, pero a diferencia de otros álbumes en donde Peter componía la música y Magnus, las letras, en esta ocasión fue Nina Persson la que escribió el 50% de los versos. Este disco vendió más de dos millones y medio de copias, y su primer sencillo fue el exitoso «Lovefool».
Este tema estuvo incluido en la película Romeo + Julieta, versión Baz Luhrmann. Este sencillo no solo fue de los más escuchados en Estados Unidos o Inglaterra, sino que se colocó en el número dos en la lista de ventas inglesa, donde permaneció en el Top 5 durante cinco semanas. El álbum donde se incluía esta canción fue muy polémico al respecto del sonido que usó The Cardigans. Arriesgaron con un sonido diferente, a veces con ritmo de jazz y con una instrumentación al estilo bunge. Quizás, en ese cambio radical de sonido estuvo la clave del éxito de este álbum. Llegó a ser disco de platino en Estados Unidos y Japón y disco de oro en el Reino Unido. Las actividades de promoción del sencillo «Lovefool» y del álbum First band on the moon parecía que no acabarían nunca.
El enorme cansancio acumulado durante el año 1997, hizo que The Cardigans decidieran tomarse un merecido descanso en su casa de Malmö para recuperar nuevas fuerzas que les permitieran empezar a componer nuevas canciones. A principios de 1998, colaboraron en varios álbumes de otros artistas, además de incluir un tema suyo en la banda sonora de The x-files. También varios componentes del grupo empezaron a hacer cosas en solitario. En junio de 1998, el grupo empezó a grabar su nuevo disco. El CD sale a la venta en octubre de ese mismo año, y fue llamado Gran turismo.
El vídeo musical con el que se presentó «My Favourite Game», dirigido por Jonas Akerlund, fue bastante polémico. En él se podía ver a Nina Persson conduciendo un automóvil descapotable, al cual le puso una piedra en los pedales para que no parara en una carretera del desierto. En esa aventura, el automóvil arrasa con todo lo que se le cruzaba por delante. Es un vídeo con tres versiones, en dos de ellos, Nina acaba el vídeo muriendo de manera diferente en ambos, y en otro la aventura de la cantante es más tranquila, ya que no se le cruza ningún automóvil. Esta última versión se hizo para los países que consideraban que el videoclip original era muy violento.
Con Gran turismo, The Cardigans alcanzaron la madurez, que hasta ese momento no habían alcanzado con sus anteriores discos. Este álbum, además, les dio la oportunidad de ganar cuatro Grammys, a las categorías de Mejor álbum, Mejor grupo/pop-rock, Mejor compositor y Mejor productor.
«Erase/Rewind», fue el segundo sencillo que se extrajo de Gran turismo. Este sencillo permitió a The Cardigans, entrar de nuevo en el Top 10 de la lista británica. Además, fue incluida en la banda sonora de la película Never Been Kissed y The thirteenth floor (conocida en español como Nivel 13 o Piso 13).
Después de otra intensa gira promocional, Nina, Magnus y Peter empezaron a principios del año 2001 a elaborar sus proyectos como solistas. Nina publicó un álbum con su nuevo grupo A Camp, con la cual afirma que ha crecido como músico y ha encontrado sus raíces musicales, con sonido más country que pop. Peter trabajó en la banda Paus. Magnus, por su parte, lanzó su primer trabajo en solitario, Righteous boy, junto a una banda de amigos cercanos (Henrik Andersson, Jens Jansson, Helena Josefsson...)

### 2003
Pasados cinco años después de estas experiencias y de haber colaborado en el disco de duetos de Tom Jones, The Cardigans publicaron Long gone before daylight. En este disco dan un cambio drástico y emocionan con un sonido más puro y sencillo que con sus anteriores discos. El primer sencillo es «For what it’s worth». Otros sencillos fueron «You're the storm» y «Live and learn».
En 2005 publican Super extra gravity. The Cardigans volvió a trabajar con el productor Tore Johansson en este álbum en el que el grupo ha querido recuperar la espontaneidad y la frescura que se echaron en falta en su más maduro Long gone before daylight. El título de su primer sencillo fue «I need some fine wine and you, you need to be nicer».
A principios de 2008 lanzan Best of, un álbum recopilatorio.
En 2012 la banda se reúne después de 6 años de ausencia de los escenarios con la finalidad de llevar a cabo una mini-gira en donde presentarán en vivo y por completo el álbum Gran Turismo de 1998, así como otros éxitos de la banda; en esta gira visitarán países Europeos y Asiáticos. Cabe destacar que el guitarrista Peter Svensson no estará presente en la gira debido a asuntos familiares.

## Proyectos caritativos
El 21 de agosto de 2012 se publicó una noticia en la web oficial de The Cardigans en la que se ponía a la venta un disco de oro, propiedad de Magnus Sveningsson, para ayudar a una sociedad caritativa.

## Discografía
- Emmerdale (1994)
- Life (1995)
- First Band on the Moon (1996)
- Gran Turismo (1998)
- Long Gone Before Daylight (2003)
- Super Extra Gravity (2005)

## Miembros de la banda
- Lars-Olof Johansson – teclados, piano, guitarra
- Bengt Lagerberg – batería, percusión
- Nina Persson – voz principal, teclados
- Magnus Sveningsson – bajo, voz
- Peter Svensson – guitarra, voz